# Centrale nucleare di Leningrado
La centrale nucleare di Leningrado in russo Ленинградская АЭС? è una centrale nucleare russa situata a Sosnovyj Bor presso la città di San Pietroburgo nell'oblast' di Leningrado, è il primo impianto del sito, affiancato all'impianto di Leningrado 2. L'impianto è composto da 4 reattori in funzione per complessivi 3700 MW di tipologia RBMK.